# Vejle (stad)
Vejle ([ˈʋɑɪ̯lə]) (in het Deens uitgesproken als "Waai-le") is een stad in Denemarken op het schiereiland Jutland aan het Vejlefjord. De stad Vejle ligt in de gemeente Vejle en is tevens de hoofdstad van de bestuurlijke regio Syddanmark (Zuid-Denemarken). Voor 2007 was de stad hoofdplaats van de provincie Vejle.
De plaats telt 51.804 (1 januari 2012) inwoners en is daarmee de 9e grootste stad in Denemarken. De oppervlakte bedraagt 143,98 km².
De stad Vejle is vooral bekend van de Stimorol die hier gemaakt wordt. Verder bekend zijn de molen van Vejle en het autovrije winkelgedeelte van de stad.

## Geschiedenis
De plaats Vejle werd voor het eerst genoemd in 1256, met de stadsrechten verzekerd door koning Waldemar III in 1327. De plaats kende een snelle ontwikkeling in de Middeleeuwen door de Hanze, al was de stad daar geen lid van. De stad kende een tweede periode van ontwikkeling tijdens de Industriële Revolutie, toen de stad een centrum voor de katoen- en textielindustrie werd. De plaats kreeg vanwege de vele katoenmolens de bijnaam het "Manchester van Denemarken".

## Economie
In de 19e en 20e eeuw staat Vejle bekend als het "Manchester van Denemarken", de stad is het Deense centrum voor de katoen- en textielindustrie. Bijna 25% van de bevolking werkte toen in die industrie. De lokale rivieren Velje en Grejs voorzagen de (water)molens van energie. Na de Tweede Wereldoorlog nam de productie af, totdat de laatste fabriek in de jaren 90 werd gesloten. De vele molens en fabrieken doen vaak dienst als studio's voor kunst, kantoren en appartementen.
Ook andere industrieën hadden voet aan de grond in Vejle, zoals de slachthuizen van Tulip. De slachthuizen aan de haven zijn inmiddels gesloten, al staan er nog steeds slachthuizen in het noorden van de stad.
De stad heeft zich in de tweede helft van de 20e eeuw ontwikkeld tot winkelstad. In het centrum ligt een autovrij winkelgebied met de aaneengesloten straten Nørregade, Torvegade en Søndergade. Ook zijn er modernere winkelcentra als Bryggen aan de Søndertorv (verlenging van Søndergade) en de enorme (hyper)supermarkt Følex aan de Nørregade.
Ook is de stad een transportcentrum. De haven van Vejle aan het Vejlefjord (waar vroeger veel industrie stond) is niet geheel onbelangrijk. Daarnaast loopt over de Vejlefjordbrug de Østjyske Motorvej (E45). In het centrum ligt station Vejle met rechtstreekse verbindingen naar Odense, Aarhus en Hamburg.

## Verkeer en vervoer

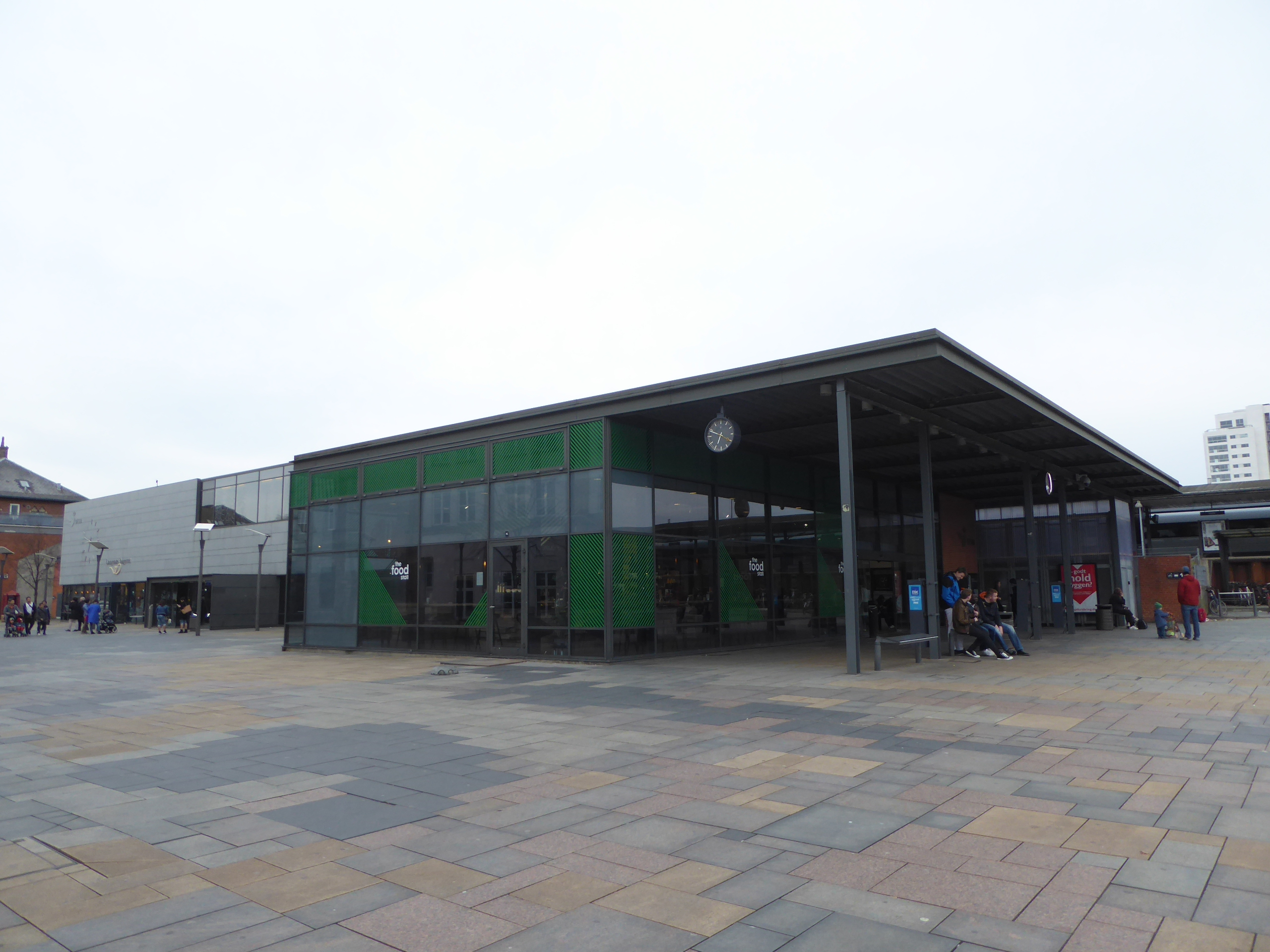
Trafikcenter

Vejle heeft een modern station dat ook wordt aangeduid als Trafikcenter. Naast treinen, naar Aarhus, Kopenhagen, Kolding en Herning is het tevens het vertrekpunt voor lokale en interlokale buslijnen. 
Langs de stad loopt de E 45, die even ten zuiden van de stad kruist met de E 20. Vanwege de nabijheid van dat knooppunt heeft Vejle de functie van een groot transportcentrum.
Dichtstbijzijnde vliegveld is Billund, dat ruim 20 kilometer ten westen van Vejle ligt.

## Sport
De plaatselijke voetbalclub Vejle BK speelde jarenlang op het hoogste Deense niveau, de Superliga. De club werd vijf keer kampioen en won de Deense voetbalbeker zes keer. In 2000 degradeerde de ploeg naar de eerste divisie en wist die klap niet meer boven te komen. In 2008 werd het nieuwe stadion, het Vejlestadion in Nørreskoven, opgeleverd. In 2011 fuseerde de club met Kolding FC naar Vejle BK Kolding.
De wielerkoers Ronde van Denemarken doet regelmatig Vejle aan, waarbij de steile heuvels rond het Vejlefjord beklommen moeten worden. Op 3 juli 2022 diende Vejle als startplaats van de derde etappe van de Ronde van Frankrijk naar Sønderborg. Deze etappe werd gewonnen door de Nederlander Dylan Groenewegen.

## Kunst en cultuur
Aan de Flegborg in het centrum van Vejle staat het Vejle Kunstmuseum. Het museum stelt o.a. vijftig etsen van Rembrandt, een aantal vroege CoBrA-werken, schilderijen van Albrecht Dürer en moderne Deense kunst tentoon. De nieuwe expositieruimte van 2006 is door Kim Utzon ontworpen.
Het gratis te bezoeken ecologiemuseum Økolariet aan Dæmningen gaat over het milieu, de flora en fauna, het klimaat en de klimaatverandering.

## Foto's

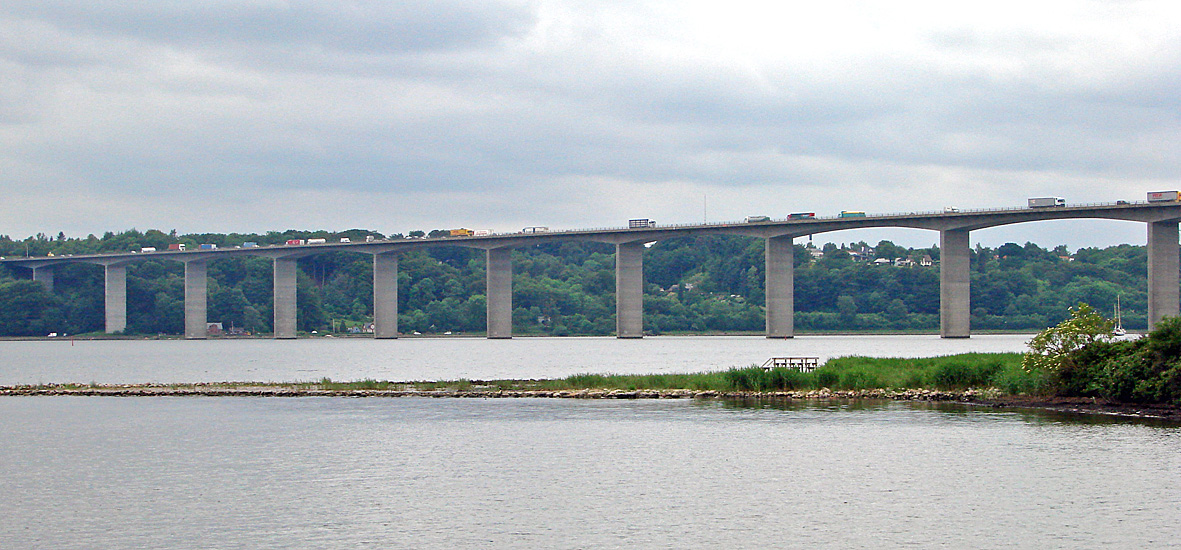
Vejlefjordbrug
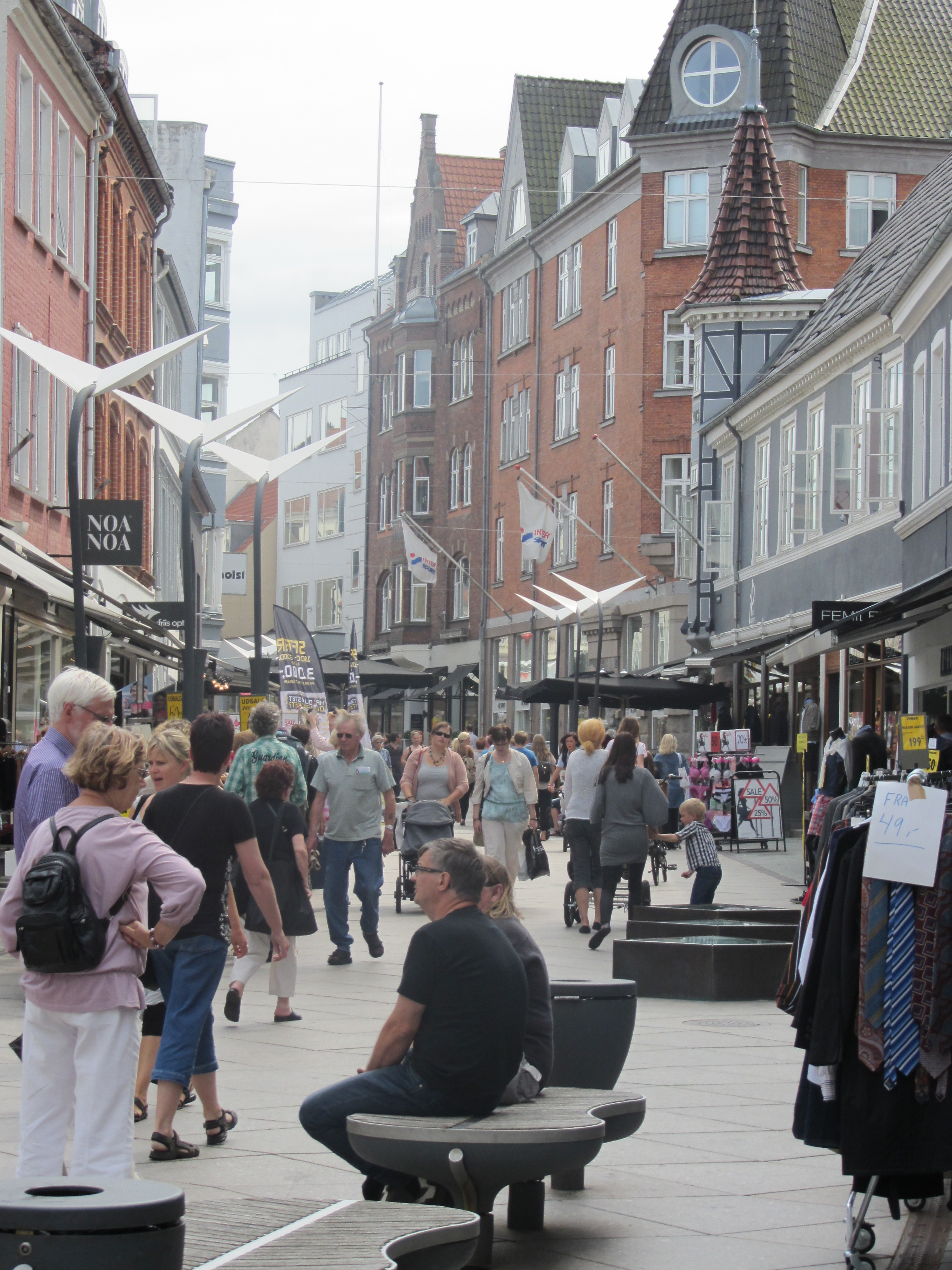
Winkelstraat in centrum
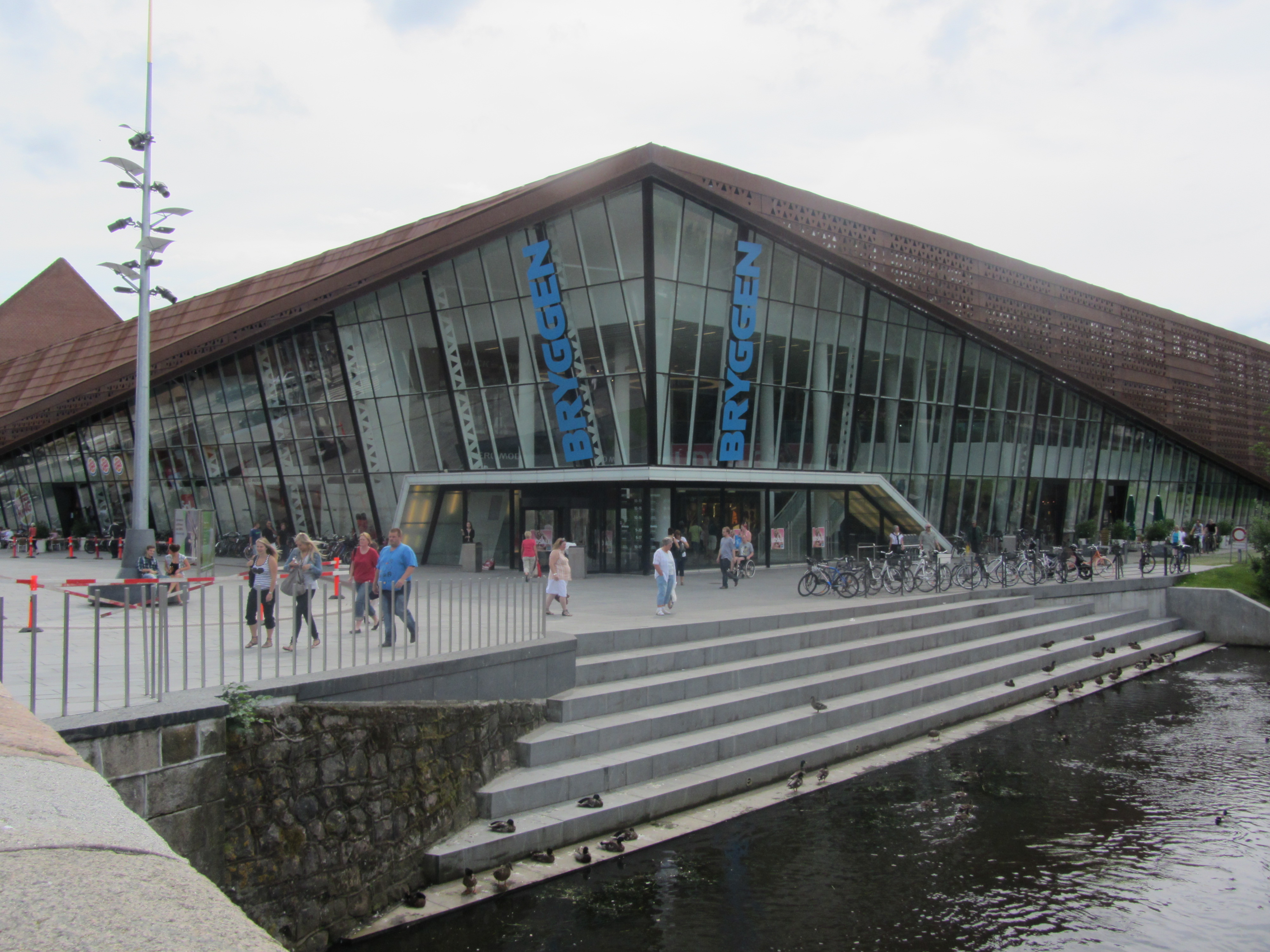
Winkelcentrum Bryggen
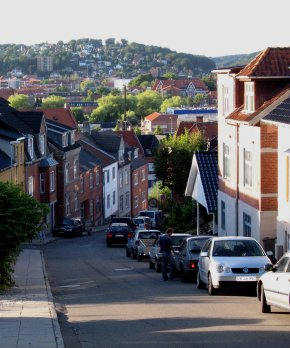
Panorama op Vejle
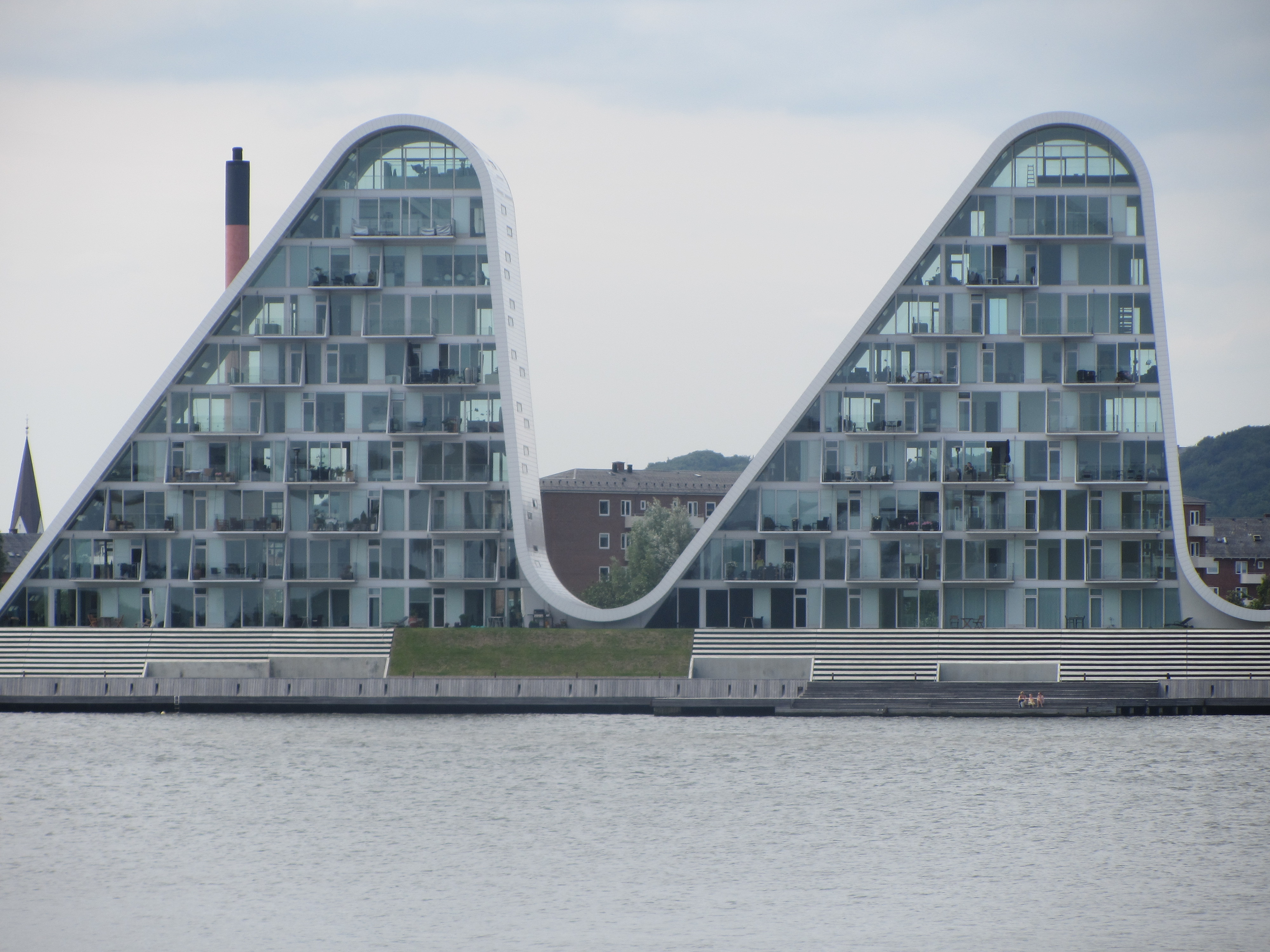
"Bølgen" - haven van Velje
Concertgebouw
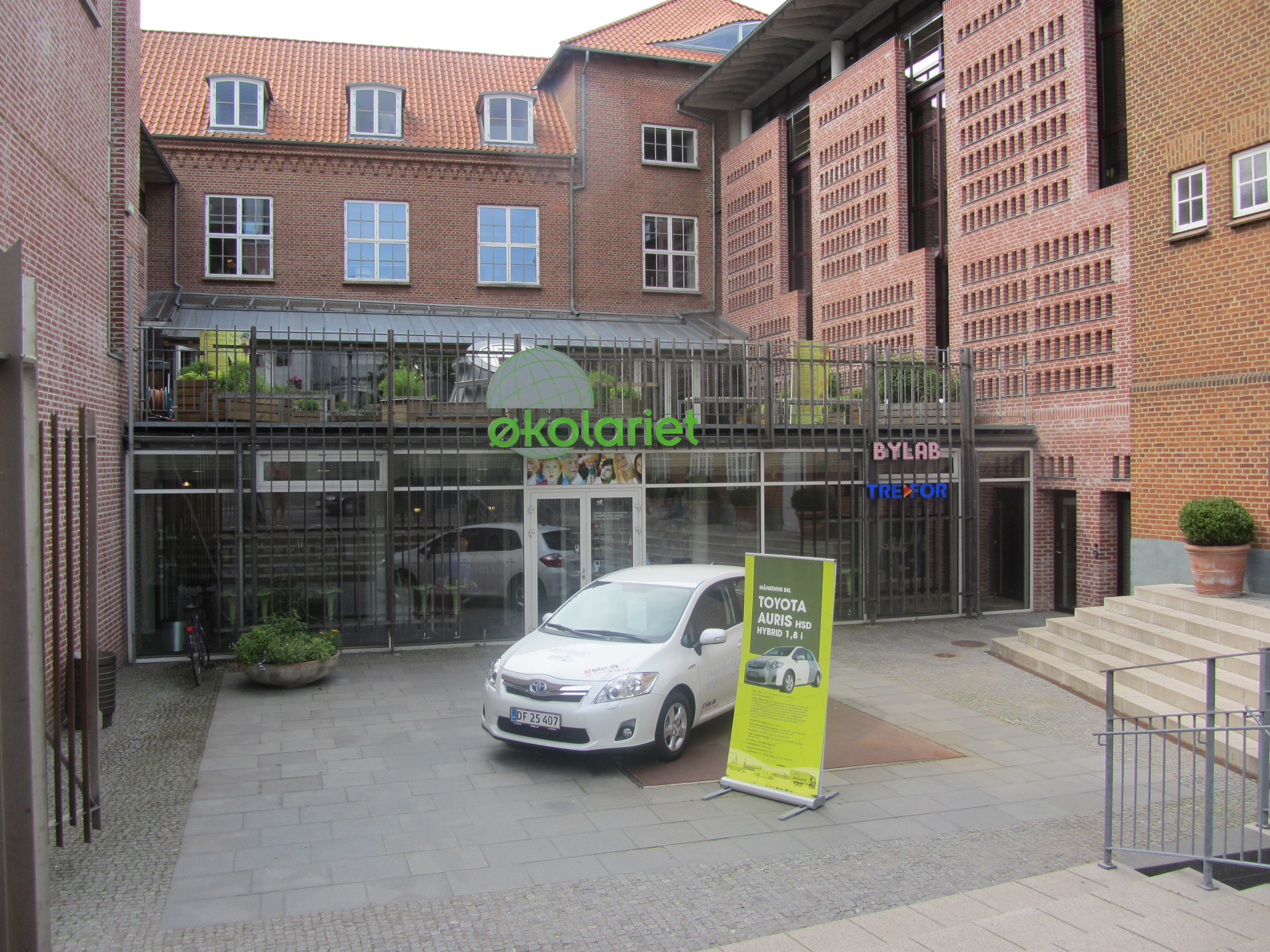
Økolariet
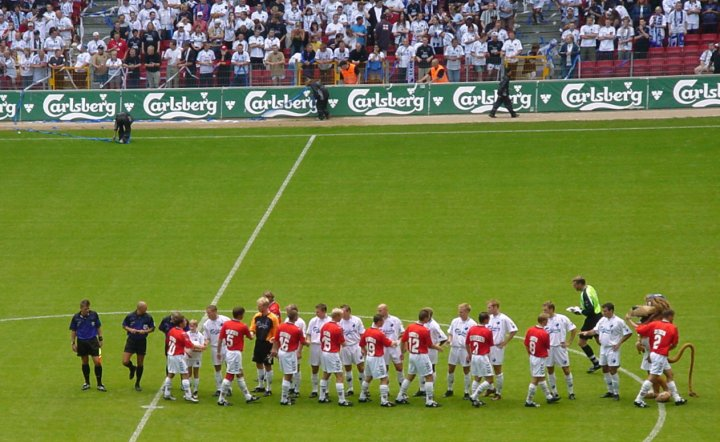
Vejle BK
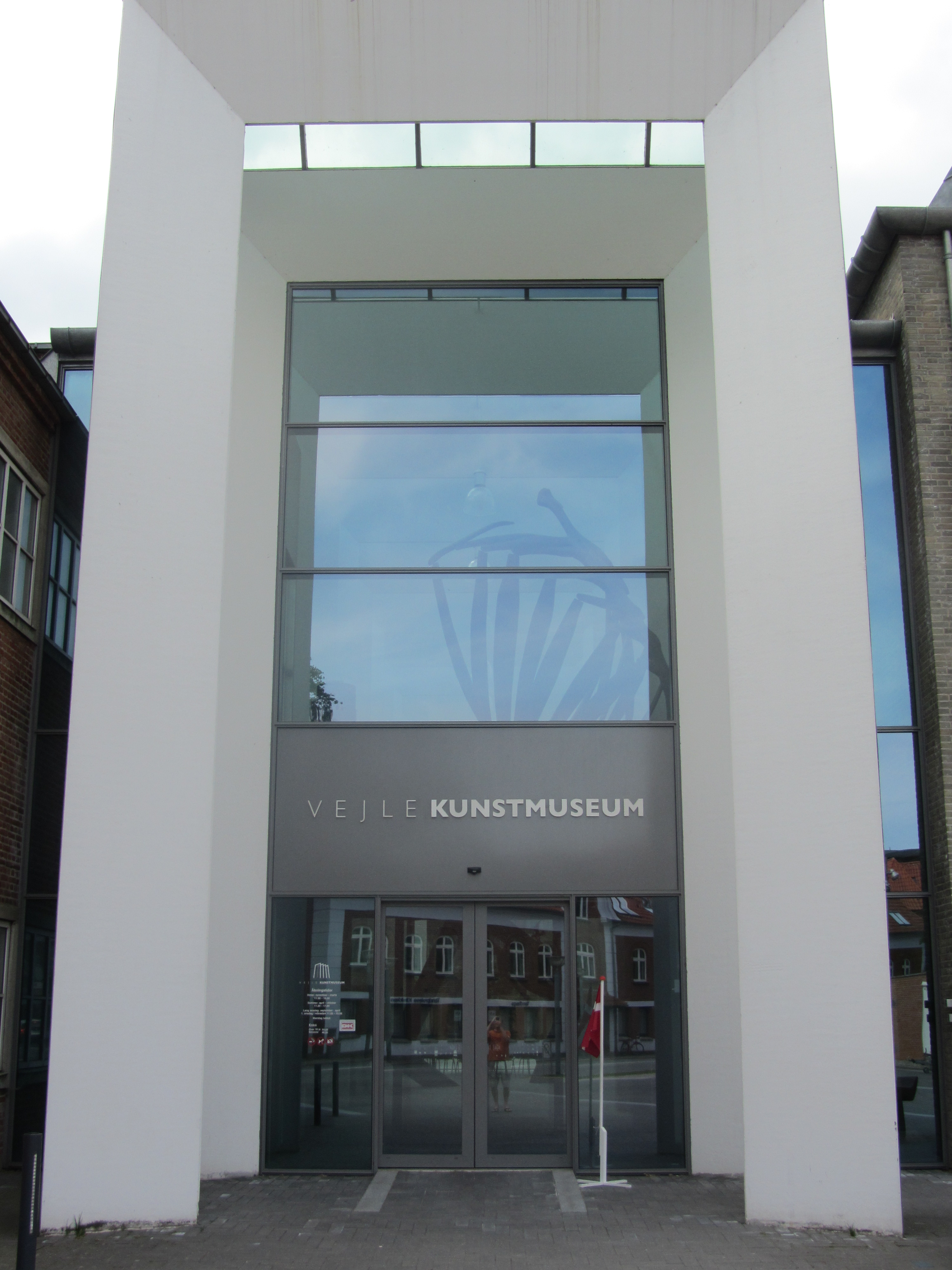
Kunstmuseum Vejle
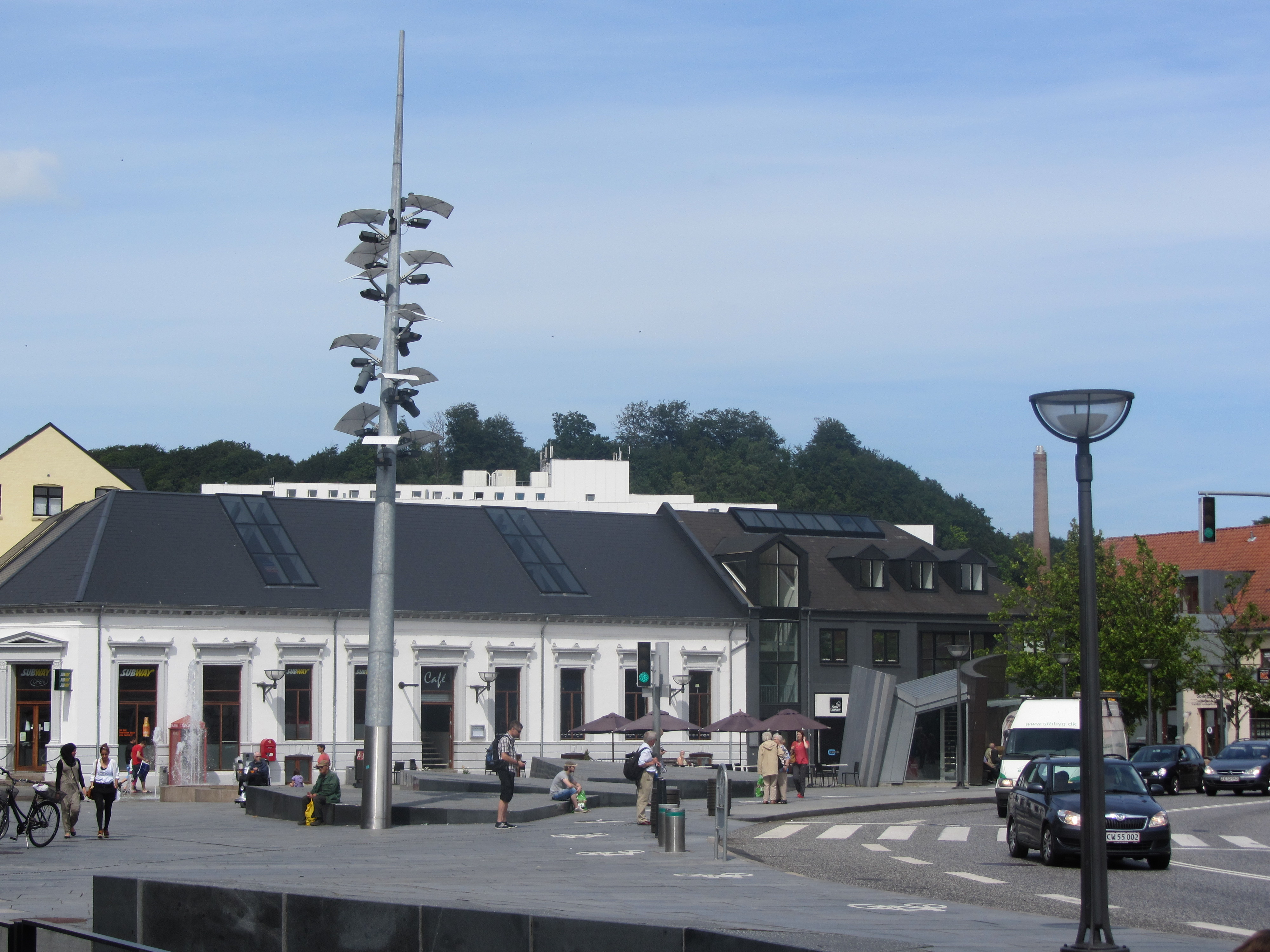
Nørretorv
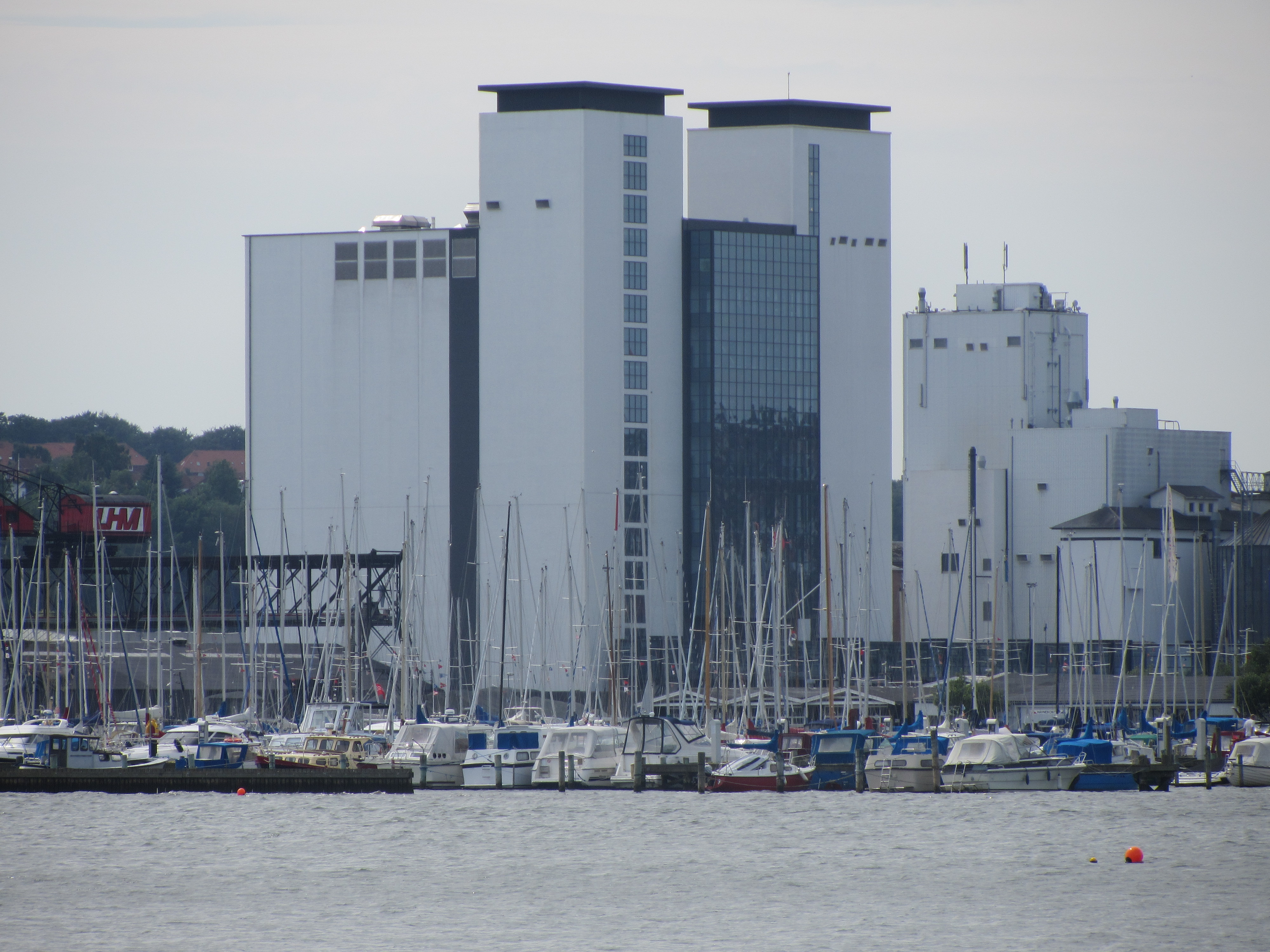
Haven van Vejle
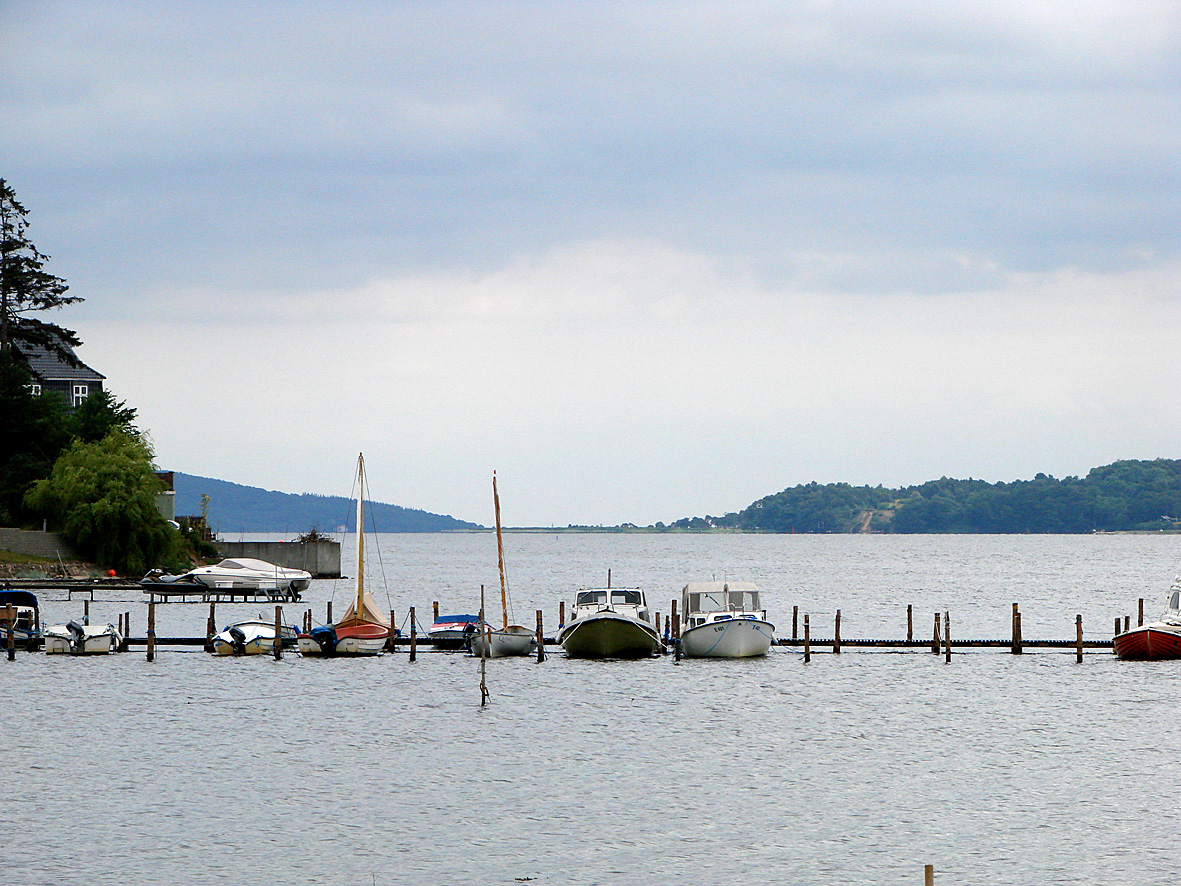
Vejlefjord

## Geboren in Vejle
- Anders Sørensen Vedel (1542-1616), priester, historiograaf en vertaler
- Jens Jacob Asmussen Worsaae (1821-1885), archeoloog
- Harald Kidde (1878-1918), romanschrijver
- Lili Elbe (1882-1931), kunstschilderes
- Jan Bontjes van Beek (1899-1969), beeldend kunstenaar
- Albert Bertelsen (1921-2019), schilder
- Finn Olav Gundelach (1925-1981), diplomaat
- Inger Christensen (1935-2009), dichter
- Ulrik le Fevre (1946-2024), voetballer
- Allan Simonsen (1952), voetballer en voetbalcoach
- Jann Hoffmann (1957-2023), darter
- Steen Thychosen (1958), voetballer en voetbalcoach
- Lene Hau (1959), natuurkundige
- Tony Rominger (1961), wielrenner
- John Sivebæk (1961), voetballer
- Lars Løkke Rasmussen (1964), minister-president van Denemarken
- Brian Steen Nielsen (1968), voetballer
- Jacob Laursen (1971), voetballer
- Thomas Gravesen (1976), voetballer
- Troels Lund Poulsen (1976), politicus
- Thomas Guldhammer (1987), wielrenner
- Vladimir Andersen (1989), darter
- Rasmus Guldhammer (1989), wielrenner
- Nicolai Kielstrup (1991), zanger

## Zustersteden
Vejle is partnerstad van de volgende steden:
- Borås (Zweden)
- Jelgava (Letland)
- Mikkeli (Finland)
- Molde (Noorwegen)
- Roquebrune-Cap-Martin (Frankrijk)
- Schleswig (Duitsland)

Daarnaast heeft Vejle een samenwerkingsverband met de Chinese stad Nantong en de Bosnische steden Jablanica en Mostar.
- Bibsys: 99033397
- Gemeinsame Normdatei: 4438480-4
- Library of Congress Control Number: n82078538
- MusicBrainz: 18d9cf19-d5e1-4df0-b1fe-51ca1510a1b9
- Nationale Bibliotheek van Israël: 987007550466405171
- Virtual International Authority File: 125511049
- WorldCat: E39PBJvHdXc7pjdPp9bWgqJqwC